# Герб Наркевичів
Герб Наркевичів — офіційний геральдичний символ Наркевицької територіальної громади та смт Наркевичі Волочиського району Хмельницької області. Затверджений 3 червня 2016 року рішенням № 5-10/2016 X сесії селищної ради VII скликання.

## Опис
Щит розтятий двічі на зелене, золоте муроване і зелене поля; середній ряд середнього поля срібний. На зелених полях по одному стовпу з восьми срібних ромбів. Щит вписаний в золотий декоративний картуш і увінчаний срібною мурованою короною.

## Символіка
Зелений колір символізує природу і навколишні поля; срібні ромби на ньому - символ цукру (і водночас інших сіл, що увійшли у громаду). Муроване золоте поле символізує Наркевицький цукровий завод, який є осердям місцевої економіки; водночас цегляна кладка символізує добротний та безпечний дім, яким має стати громада для всіх її жителів. Срібний ряд разом з вертикальними рядами ромбів утворює стилізований сигль "Н" - першу літеру в назві населеного пункту, який є центром громади - Наркевичі. Мурована корона – символ повноцінного місцевого самоврядування.